# Stephan Szász
Stephan Szász (* 1966 in Witzenhausen) ist ein deutscher Schauspieler.

## Leben
Stephan Szász studierte von 1990 bis 1995 Schauspiel an der Hochschule für Musik, Theater und Medien Hannover und erhielt im Jahr seines Abschlusses ein erstes Engagement am Stadttheater Bremerhaven. Weitere Stationen seiner Bühnenlaufbahn waren unter anderem das Schauspiel Köln, die Theater in Bremen und Bonn, das Nationaltheater Mannheim, das Schauspielhaus Zürich, die Deutsche Oper Berlin, die Staatstheater Braunschweig und Karlsruhe, das Theater am Kurfürstendamm oder die Freilichtspiele Schwäbisch Hall.
Szász war Alfred Ill im Besuch der alten Dame von Friedrich Dürrenmatt, der Moritatensänger in Bertolt Brechts und Kurt Weills Dreigroschenoper oder Mephisto im Urfaust von Johann Wolfgang von Goethe. Titelrollen verkörperte er in Romeo und Julia von William Shakespeare, Don Karlos von Friedrich Schiller, Jedermann von Hugo von Hofmannsthal und König Ödipus von Sophokles.
Seit Beginn der 2000er-Jahre ist Szász daneben ein vielbeschäftigter Darsteller vor der Kamera. Eine erste größere Aufgabe hatte er in der Serie Verschollen mit der durchgehenden Rolle des Fritz Hufschmidt. Es folgten überwiegend Gastrollen in bekannten Serien wie Ein Fall für zwei, Großstadtrevier, Da kommt Kalle oder Die Pfefferkörner.
Darüber hinaus hat Stephan Szász seit 2014 eine Dozentur an der Schauspielschule Charlottenburg. Er lebt in Berlin.

## Filmografie (Auswahl)
- 1999: Alarm für Cobra 11 – Die Autobahnpolizei – Der Richter
- 2001: Das Experiment
- 2002: Ein Leben lang kurze Hosen tragen
- 2003: Der Stich des Skorpion
- 2004–2005: Verschollen
- 2006: Balko – Polizeipferd Pluto
- 2006: Der Landarzt – Eine letzte Reise
- 2007: Die Rettungsflieger – Ein großer Tag
- 2007: Tatort: Wem Ehre gebührt
- 2008: Im Namen des Gesetzes – Böses Erwachen
- 2009: Polizeiruf 110: Schweineleben
- 2009: Da kommt Kalle – Camping unter Freunden
- 2009: Notruf Hafenkante (Fernsehserie, Folge Heimliche Liebe)
- 2009: SOKO Köln – Todesfahrer
- 2010: In aller Freundschaft – Auf fremdem Boden
- 2010: Danni Lowinski – Eine sichere Bank
- 2010: Sind denn alle Männer Schweine?
- 2010: Tatort: Borowski und der vierte Mann
- 2011: SOKO Wismar – Lottokönig
- 2011: Großstadtrevier – Home Sweet Home
- 2011: Ein Fall von Liebe – Saubermänner
- 2012: Der Staatsanwalt – Mord am Rhein
- 2012: Komm, schöner Tod
- 2012: Schloss Einstein (3 Folgen als Herr Ferber)
- 2012: Die Pfefferkörner – Diebstahl im Krankenhaus
- 2012: Ein Fall für zwei – Mord im Callcenter
- 2013: Stubbe – Von Fall zu Fall – Gefährliches Spiel
- 2013: Wilsberg – Gegen den Strom
- 2014: Josephine Klick – Allein unter Cops – Nachbarschaft
- 2014: Zwischen den Zeiten
- 2014: Das Lächeln der Frauen
- 2014: Die drei Federn
- 2015: München 7 – Von Heut auf Morgen
- 2015: SOKO Stuttgart – Lügen
- 2016: Alles Klara – Waidmanns Tod
- 2016: Tatort: Durchgedreht
- 2016: Notruf Hafenkante – Schatten der Vergangenheit
- 2016: SOKO Leipzig – Kein Platz für Moral
- 2016: Morden im Norden – Eiskind
- 2016: Dora Heldt: Wind aus West mit starken Böen
- 2017: Wilsberg – Die fünfte Gewalt
- 2017: Leichtmatrosen – Drei Mann in einem Boot
- 2017: Tiere bis unters Dach
- 2017: SOKO München – Jadas Welt
- 2017: Krieg
- 2018: In aller Freundschaft – Die jungen Ärzte – Augenhöhe
- 2018: Im Wald – Ein Taunuskrimi
- 2019: Gegen die Angst
- 2019: Käthe und ich: Dornröschen
- 2019: Nord Nord Mord – Sievers und die Tote im Strandkorb
- 2019: SOKO Hamburg – Unter Fischern
- 2020: Katie Fforde: Ein Haus am Meer
- 2020: In aller Freundschaft – Lügen und andere Geheimnisse
- 2020: Tonio & Julia: Nesthocker
- 2020: Albträumer
- 2021: Immer der Nase nach
- 2022: Tatort: Liebe mich!
- 2022: SOKO Wismar – Frau Sonntag sucht das Glück
- 2022: Katharina Tempel – Was wir verbergen
- 2023: Bettys Diagnose – Zu schnell zu viel